# Bockens Bryggerier

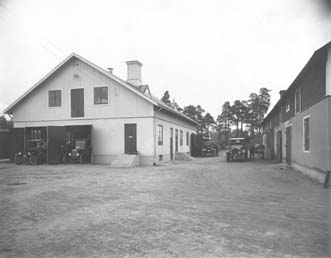
Gefle Bryggeri AB. Gustavsbro. Garage

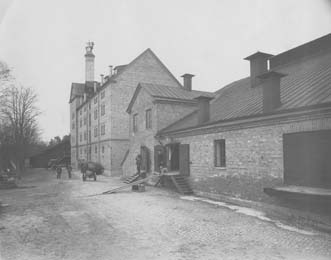
Gefle Bryggeri AB. Gustavsbro. Mälteri och lagerkällare

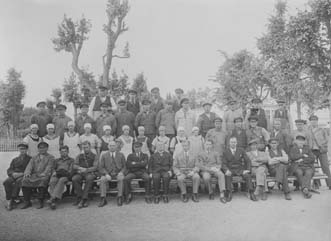
Gefle Bryggeri AB. Gustavsbro. Personal, 1929

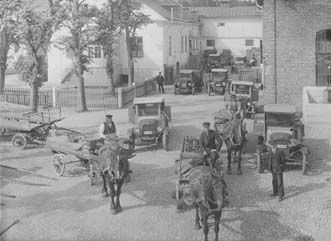
Gefle Bryggeri AB. Gustavsbro. Elis Bergström kör hästen till höger. Bremberg stående till höger, hans dotter Ann-Marie står på trappan. 1929

Bockens Bryggerier AB, tidigare svenskt bryggeriföretag med huvudsäte i Söderhamn och senare i Gävle. 
Bolaget köpte även upp de närliggande konkurrenterna Sandvikens Bryggeri 1945 (nedlagt 1962), Hudiksvalls Bryggeri 1955 (nedlagt 1975), Ljusdals Ångbryggeri 1955 (nedlagt 1956), Gefle Förenade Bryggerier 1959, Söderhamns Bryggeri och Bollnäs Nya Bryggeri 1973 (nedlagt 1977)

## Historia
- Gustavsbro/Gustafsbro bryggeri eller Gefle bryggeri AB , Gävle,  1856-1942
- Genom hopslagning med Porterbryggeriet, Wadmans Bryggeri och Gefle Ångbryggeri bildades Gefle Förenade Bryggerier 1942
- Söderhamnsbryggeriet Bockens köper Gefle Förenade Bryggerier 1959, koncentrerar verksamheten till Gävle och fokuserar på varumärket Bockens.
- Omdöpt till Bockens Bryggerier 1960
- Såldes till TILL-bryggerierna 1976.
- 1978 flyttade tillverkningen av "Bockens drycker" till Östersund och en depå inrättades vid det nedlagda bryggeriet. Det mesta av bryggeribyggnaderna är rivna men en modern depåbyggnad har byggts på en del av tomten.
- Till-bryggerier behöll varumärket "Bocken" ända till Falcon tog över verksamheten 1989. Och fram till dess satt fortfarande Bockens logon på depån. Falcon marknadsförde "Bocken" fram till 1996 då Carlsberg tog över Falcon, och konkurrensverket tvingade till försäljning av flera av de egna varumärkena.
- Sedan Falcon bytt namn till Carlsberg Sverige blev en Carlsberg-skylt monterad på depån där Bockens-bryggeriet en gång låg.Den är numera nedmonterad och depån är borta från Gävle.